# (2102) Tántalo
(2102) Tántalo es un asteroide perteneciente a los asteroides Apolo descubierto por Charles Thomas Kowal desde el observatorio del Monte Palomar, Estados Unidos, el 27 de diciembre de 1975.

## Designación y nombre
Tántalo se designó inicialmente como 1975 YA.
Más tarde recibió el nombre «Tántalo» en referencia a Tántalo, un personaje de la mitología griega.

## Características orbitales
Tántalo está situado a una distancia media de 1,29 ua del Sol, pudiendo acercarse hasta 0,9042 ua y alejarse hasta 1,676 ua. Su inclinación orbital es 64,01 grados y la excentricidad 0,2991. Emplea 535,2 días en completar una órbita alrededor del Sol.
Tántalo es un asteroide cercano a la Tierra que forma parte del grupo de los asteroides potencialmente peligrosos.

## Características físicas
La magnitud absoluta de Tántalo es 16 y el periodo de rotación de 2,384 horas. Está asignado al tipo espectral Q de la clasificación SMASSII.